# 2020 en ingénierie
Cet article présente les faits marquants de l'année 2020 en ingénierie.

## Évènements
- 14 février : réalisation d'un équivalent organique d'une jonction p-n, à l'aide de deux ionoélastomères au lieu de deux semi-conducteurs cristallins. L'objectif est de réaliser à terme toute une ionoélectronique remplaçant l'électronique dans des situations où les composants électroniques, rigides et cassants, ne conviennent pas.[réf. nécessaire]

## Décès
- 18 janvier : Roger Nicolet (né en 1931), ingénieur de génie civil belge d'origine suisse.
- 21 janvier : Didier Costes (né en 1926), ingénieur et inventeur français.
- 13 février : Rajendra Kumar Pachauri (né en 1940), ingénieur et un universitaire indien, président du GIEC de 2002 à 2015.
- 24 février : Katherine Johnson (née en 1918), physicienne, mathématicienne et ingénieure spatiale américaine.
- 18 mars : Sérgio Trindade (né en 1940), ingénieur chimiste et chercheur brésilien.